# ザ・シャーラタンズ (アルバム)
『ザ・シャーラタンズ』（The Charlatans）は、イギリスのロックバンド、ザ・シャーラタンズの4枚目のアルバム。
当時流行していたブリットポップ全盛期にリリースし、デビューアルバム『サム・フレンドリー』以来となる全英アルバムチャート第1位を記録。ブルース・ロックの影響を色濃く感じる土臭いサウンドをベースに、ハモンドオルガンを全面に打ち出した高揚感のある曲調の楽曲を展開。2000年には『メロディ・メイカー』誌のTop 100オールタイムベストの84位に選出された。収録曲「ヒア・カムズ・ア・ソウル・セイヴァー」はピンク・フロイドの「フィアレス」のリフを引用している。

## 収録曲
1. ナイン・エイカー・コート "Nine Acre Court" - 3:45
2. フィーリング・ホーリー "Feeling Holy" - 5:16
3. ジャスト・ルッキン "Just Lookin'" - 3:49
4. クラッシン・イン "Crashin' In" - 5:02
5. ブレット・カムズ "Bullet Comes" - 5:25
6. ヒア・カムズ・ア・ソウル・セイヴァー "Here Comes a Soul Saver" - 3:23
7. ジャスト・ホェン・ユーアー・シンキン・シングス・オーヴァー "Just When You're Thinkin' Things Over" - 4:51
8. テル・エヴリワン "Tell Everyone" - 3:32
9. トゥースエイク "Toothache" - 5:16
10. ノー・フィクション "No Fiction" - 3:58
11. シー・イット・スルー "See It Through" - 4:08
12. サンキュー "Thank You" - 3:34
13. ケミカル・リスク（トゥースエイク・リミックス） - 3:41 （日本盤ボーナス・トラック）

## 参加ミュージシャン
- ティム・バージェス - ボーカル
- マーク・コリンズ - ギター
- マーティン・ブラント - ベースギター
- ジョン・ブルックス - ドラムス
- ロブ・コリンズ - ハモンドオルガン、ピアノ、クラヴィネット、バックボーカル